# Liste der Seen im Kanton Nidwalden
Die folgende Liste enthält benannte Seen und andere Stillgewässer im Kanton Nidwalden.
| Bild | Name des Sees      | Gemeinde(n)                                                     | Zufluss                                  | Abfluss     | Fläche in km² | Höhe über Meer | Maximale Tiefe in Meter | Koordinaten     |
| ---- | ------------------ | --------------------------------------------------------------- | ---------------------------------------- | ----------- | ------------- | -------------- | ----------------------- | --------------- |
|      | Bannalpsee         | Wolfenschiessen                                                 | Bannalpbach                              | Secklisbach | 0,159         | 1587 m ü. M.   |                         | 675563 / 191243 |
|      | Jochseeli          | Wolfenschiessen                                                 |                                          |             | 0,002         | 2209 m ü. M.   |                         | 672470 / 181260 |
|      | Lutersee           | Wolfenschiessen                                                 |                                          |             | 0,014         | 1703 m ü. M.   |                         | 669583 / 187570 |
|      | Trübsee            | Wolfenschiessen                                                 |                                          |             | 0,271         | 1764 m ü. M.   |                         | 672629 / 183024 |
|      | Vierwaldstättersee | Beckenried, Buochs, Emmetten, Ennetbürgen, Hergiswil, Stansstad | Engelberger Aa, Muota, Reuss, Sarner Aa, | Reuss       | 113,85        | 434 m ü. M.    | 214                     | 677479 / 205064 |
|      |                    |                                                                 |                                          |             |               |                |                         |                 |

Siehe auch: Liste der grössten Seen in der Schweiz